# 장서초등학교
장서초등학교는 대한민국 부산광역시 금정구에 있는 공립 초등학교이다.

## 학교 연혁
- 1983년 8월 24일: 개교
- 2000년 2월 5층 교사 증축

## 참고 자료
- 장서초등학교 - 한국교육학술정보원 학교알리미